# Wadim Alexejewitsch Kusmin

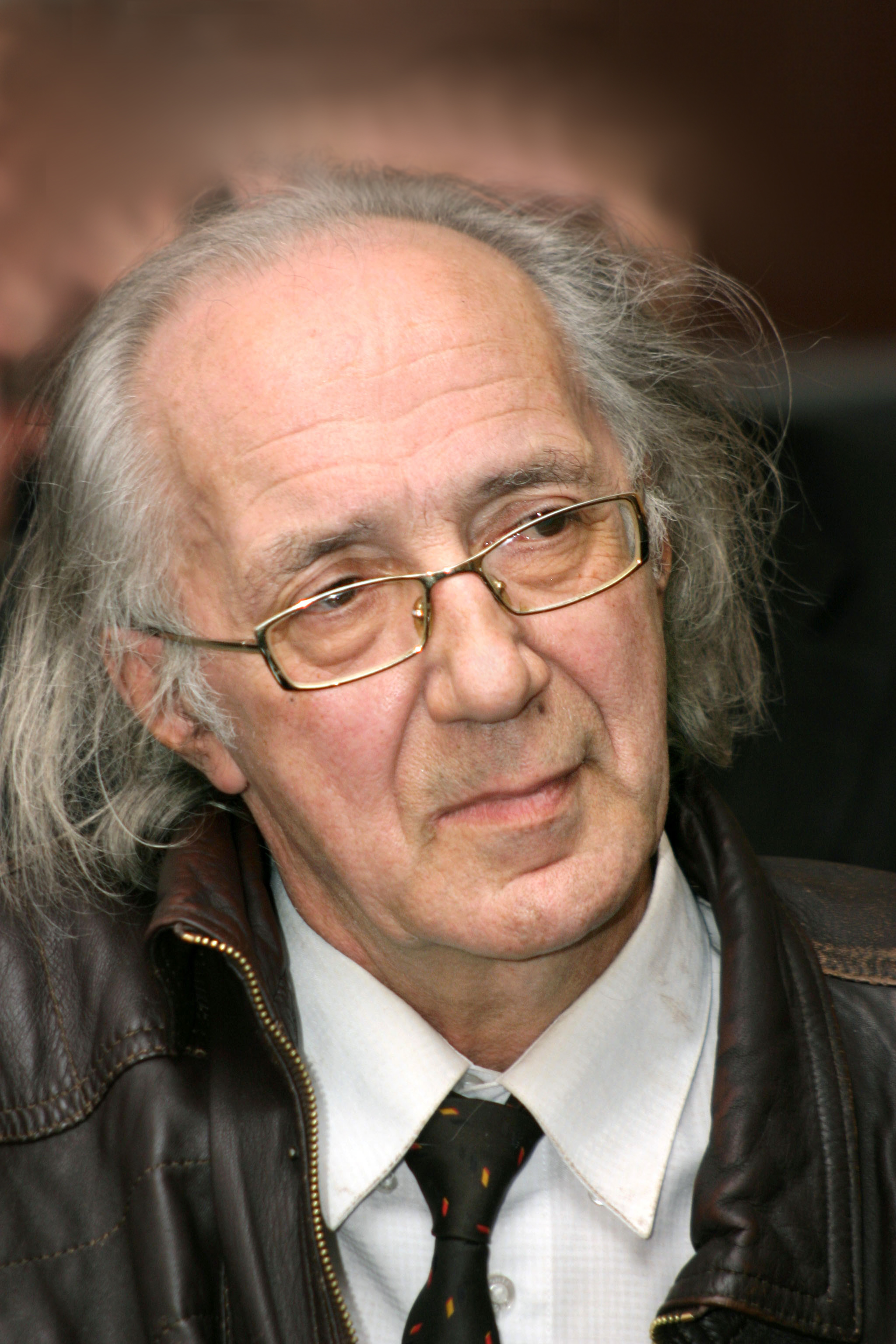
Wadim Alexejewitsch Kusmin (2006)

Wadim Alexejewitsch Kusmin (russisch Вадим Алексеевич Кузьмин, englische Transkription Vadim Alexeevich Kuzmin; * 16. April 1937 in Moskau; † 17. September 2015 ebenda) war ein sowjetischer bzw. russischer theoretischer Physiker.
Er wirkte nach dem Abschluss seines Studiums 1961 an der Lomonossow-Universität bis zur Promotion 1971 am Lebedew-Institut und danach am Institut für Kernphysik (INR) der Sowjetischen Akademie der Wissenschaften in Moskau seit dessen Gründung 1970. Er wurde dort Professor und leitete die Abteilung Teilchen-Astrophysik und Kosmologie. 1987 habilitierte er sich (russischer Doktortitel).
Er war in den 1980er Jahren ein Pionier der elektroschwachen Baryogenese. 1985 zeigte er in einer einflussreichen Arbeit mit Waleri Anatoljewitsch Rubakow und Michail Schaposchnikow (Mikhail E. Shaposhnikov), dass die Verletzung der Baryonenzahl im Universum innerhalb des Standardmodells bei Energien im Bereich des elektroschwachen Phasenübergangs erklärt werden kann, falls der Phasenübergang 1. Ordnung ist (vorausgesetzt werden muss weiterhin eine Phase starken thermischen Nicht-Gleichgewichts im frühen Universum).
Er befasste sich mit Neutrinophysik (Vorschlag für Gallium/Germanium-Detektoren-Experiment für solare Neutrinos) und Neutron-Antineutron-Oszillationen, die er 1970 als Möglichkeit zur Beobachtung der Baryonenzahlverletzung vorschlug.
1970 fand er unabhängig die Sacharowkriterien.
Nach ihm, Kenneth Greisen und Georgi Sazepin (Georgiy Zatsepin) ist der GZK-Cutoff für die Höchstgrenze der Energie kosmischer Strahlung aus der Wechselwirkung mit der Kosmischen Hintergrundstrahlung benannt (1966).
2000 wurde er korrespondierendes Mitglied der Russischen Akademie der Wissenschaften. 1999 erhielt er den Friedmann-Preis, 2003 den Markow-Preis und 2006 mit Howard Georgi den Pomerantschuk-Preis.